# Scymnus tenebrosus
Scymnus tenebrosus är en skalbaggsart som beskrevs av Étienne Mulsant 1850. Scymnus tenebrosus ingår i släktet Scymnus och familjen nyckelpigor. Inga underarter finns listade i Catalogue of Life.